# Iecea Mică

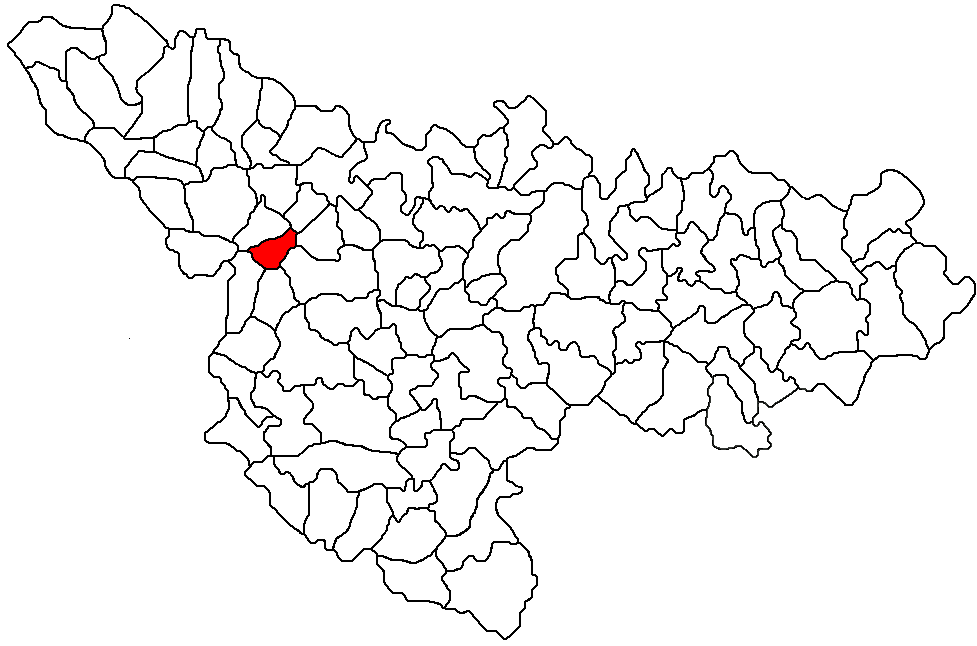
Lage von Iecea Mică im Kreis Timiș

Iecea Mică (deutsch Kleinjetscha oder Klein-Jetscha, ungarisch Kisjécsa) ist ein Dorf im Kreis Timiș, in der Region Banat, im Westen Rumäniens. Verwaltungsmäßig gehört das Dorf zur Gemeinde Cărpiniș (Gertianosch).

## Nachbarorte
| Lenauheim | Iecea Mare                                  | Biled           |
| Jimbolia  | Kompassrose, die auf Nachbargemeinden zeigt | Becicherecu Mic |
| Checea    | Cărpiniș                                    | Beregsău Mare   |

## Lage
Iecea Mică liegt 28 Kilometer nordwestlich der Kreishauptstadt Timișoara.

## Geschichte
Ein Ort namens Ewcze oder Őcse auf dem Gebiet des heutigen Iecea Mică erschien erstmals 1467 in den mittelalterlichen Urkunden. In den Urkunden von 1717 und 1753 war Jetsa und Jesza vermerkt, das dem Komitat Torontál angehörte.
Nach dem Frieden von Passarowitz am 21. Juli 1718 wurde das Banat nach 164 Jahren Türkenherrschaft der Habsburgermonarchie angeschlossen und als kaiserliche Kron- und Kammerdomäne der Wiener Reichsregierung unterstellt. Es begann die habsburgische Kolonisierung des Banats durch die sogenannten Schwabenzüge. Das heutige Dorf wurde 1769–1770 durch die Ansiedlung von Deutschen im Banat während des Zweiten Schwabenzugs unter der Kaiserin Maria Theresia gegründet, als sich 150 Familien aus der Pfalz, dem Elsass, aus Lothringen und Württemberg hier niederließen. Mit der Ansiedlung des Ortes war Carl Samuel Neumann Edler von Buchholt betraut. Die Neusiedler bauten 100 Häuser und eine Schule. Der Ort erhielt den amtlichen Namen Klein Jetscha. Die römisch-katholische Kirche wurde 1813 erbaut.
Kleinjetscha war anfänglich Kameralgut und stand bis zum Jahre 1800 unter der Billeder Kameralherrschaft. Ein Tausch unterwarf in diesem Jahr die ganze Kameralherrschaft dem Agramer Bistum, unter dessen Patronat Kleinjetscha bis 1911 stand. Die Kirche wurde unter der Herrschaft des damaligen Agramer Bischofs Maximilian Verhovacs erbaut und am 24. April zu Ehren des Hl. Georg geweiht.
Nach dem Österreichisch-Ungarischen Ausgleich wurde das Banat 1867 dem Königreich Ungarn angegliedert. Kleinjetscha hatte während der ungarischen Verwaltung den offiziellen Namen Kisjécsa.
Durch die Dreiteilung des Banats infolge des Vertrags von Trianon fiel Kleinjetscha 1920 an Rumänien und erhielt den amtlichen Namen Iecea Mică.
Infolge des Waffen-SS Abkommens vom 12. Mai 1943 zwischen der Antonescu-Regierung und Hitler-Deutschland wurden alle deutschstämmigen wehrpflichtigen Männer in die deutsche Armee eingezogen.
Noch vor Kriegsende, im Januar 1945, fand die Deportation aller volksdeutschen Frauen zwischen 18 und 30 und Männer im Alter von 16 bis 45 zur Aufbauarbeit in die Sowjetunion statt.
Das Bodenreformgesetz vom 23. März 1945, das die Enteignung der deutschen Bauern in Rumänien vorsah, entzog der ländlichen Bevölkerung die Lebensgrundlage. Der enteignete Boden wurde an Kleinbauern, Landarbeiter und Kolonisten aus anderen Landesteilen verteilt. Anfang der 1950er Jahre wurde die Kollektivierung der Landwirtschaft eingeleitet.
Durch das Nationalisierungsgesetz vom 11. Juni 1948, das die Verstaatlichung aller Industrie- und Handelsbetriebe, Banken und Versicherungen vorsah, fand die Enteignung aller Wirtschaftsbetriebe unabhängig von der ethnischen Zugehörigkeit statt.
Da die Bevölkerung entlang der rumänisch-jugoslawischen Grenze von der rumänischen Staatsführung nach dem Zerwürfnis Stalins mit Tito und dessen Ausschluss aus dem Kominform-Bündnis als Sicherheitsrisiko eingestuft wurde, erfolgte am 18. Juni 1951 die Deportation „von politisch unzuverlässlichen Elementen“ in die Bărăgan-Steppe unabhängig von der ethnischen Zugehörigkeit. Die rumänische Führung bezweckte zugleich den einsetzenden Widerstand gegen die bevorstehende Kollektivierung der Landwirtschaft zu brechen. Als die Bărăganverschleppten 1956 heimkehrten, erhielten sie die 1945 enteigneten Häuser und Höfe zurückerstattet. Der Feldbesitz wurde jedoch kollektiviert.

## Demografie
Bis zum Zweiten Weltkrieg war Kleinjetscha ein deutsches Dorf. Als Folge der Flucht im Herbst 1944 mit der sich zurückziehenden deutschen Armee, der Verschleppung in die Sowjetunion im Januar 1945, der Enteignung 1946 und der Deportation in die Bărăgan-Steppe im Juni 1951 begann in den 1960er Jahren die Auswanderung nach Deutschland gegen einen zwischenstaatlich festgelegten Geldbetrag. Die wenigen Verbliebenen wanderten nach der Revolution von 1989 aus. Während der Ära-Ceaușescu wurden im Zuge der staatlich gelenkten Romanisierung gezielt Rumänen aus anderen Landesteilen angesiedelt.
| 1880 | 1770 | 16   | 9  | 1742 | 3  |
| 1910 | 1363 | 43   | 10 | 1308 | 2  |
| 1930 | 1131 | 21   | 10 | 1090 | 10 |
| 1977 | 1213 | 783  | 11 | 383  | 36 |
| 2002 | 1154 | 1103 | 23 | 5    | 23 |